# بي إم سي اضطرابات الغدد الصماء
BMC Endocrine Disorders ( BMC Endocrine Disorders) مجلة طبية متاحة للجميع يتم مراجعتها من قبل الزملاء تغطي الأبحاث في جميع جوانب الوقاية من اضطرابات الغدد الصماء وتشخيصها وعلاجها ، بالإضافة إلى علم الوراثة الجزيئي والفيزيولوجيا المرضية وعلم الأوبئة .

## روابط خارجية
- الموقع الرسمي